# Auburn (Kalifornien)
Auburn ist eine Stadt im Placer County im US-Bundesstaat Kalifornien mit 13.776 Einwohnern (Stand der Volkszählung 2020). Auburn ist auch Sitz der County-Verwaltung. Das Stadtgebiet umfasst eine Fläche von 19,2 Quadratkilometern. 
Die Stadt wurde 1849 gegründet und liegt, von den dichten Nadelwäldern der Sierra Nevada umgeben, 50 Kilometer nordöstlich von Sacramento an der Interstate 80. Im Jahr 1853 wurde Auburn Sitz der County-Verwaltung. Der Grundstein für das Regierungsgebäude, das schon von der Interstate 80 aus zu sehen ist, wurde am 4. Juli 1894 gelegt.
Die restaurierte Altstadt bietet Häuser aus der Mitte des 19. Jahrhunderts als besonderen Blickfang. Das älteste im Dienste Kaliforniens stehende Feuerwehrhaus und Postamt sind besondere Attraktionen noch aus der Goldrauschzeit.
Altes Goldgräber-Accessoir sowie indianische/chinesische Artefakte können Besucher im Placer County Museum sehen.

## Söhne und Töchter der Stadt
- Clarence Hinkle (1880–1960), Maler und Kunstpädagoge
- Ben Nighthorse Campbell (* 1933), Politiker
- Tomas Arana (* 1955), Schauspieler
- Kane Hodder (* 1955), Stuntman und Schauspieler
- Stacy Dragila (* 1971), Leichtathletin und Olympiasiegerin
- Cory Riecks (* 1988), Volleyballspieler und -trainer
- Alexander Rossi (* 1991), Automobilrennfahrer